# Dalyan
Dalyan je mesto v provinci Muğla, med znanima okrožjema Marmaris in Fethiye na jugozahodni obali Turčije. Mesto je samostojna občina, v upravnem okrožju Ortaca.
Dalyan je mednarodno slavo dosegel leta 1987, ko so razvijalci želeli zgraditi luksuzni hotel na bližnji plaži İztuzu, gojišče za ogrožene vrste morske želve glavate karete. Incident je povzročil veliko mednarodno razburjenje, ko se je David Bellamy zavzemal za naravovarstvenike, kot so June Haimoff, Peter Günther, Nergis Yazgan, Lily Venizelos in Keith Corbett. Razvojni projekt je bil začasno ustavljen, potem ko je princ Filip zahteval moratorij. Leta 1988 sta bila plaža in njeno zaledje razglašena za zaščiteno območje, to je Posebno območje varstva okolja Köyceğiz-Dalyan.
Življenje v Dalyanu se vrti okoli reke Dalyan Çayı, ki teče mimo mesta. Čolni, ki plujejo po reki gor in dol, plujejo po labirintu trstičevja, so najprimernejše prevozno sredstvo do vseh lokalnih krajev.

## Etimologija
Dalyan v turščini pomeni 'ribji jez'. ostriž, cipelj in morske ribe plavajo navzgor od morja do jezera Köyceğiz, kjer je še eno veliko mesto v regiji Köyceğiz. Ribe tam drstijo in se ob vrnitvi v morje ujamejo v dalyane.

## Gospodarstvo
Poleg privlačnosti za turiste, je regija okoli Dalyana zelo rodovitno in plodno kmetijsko območje. Nekoč so intenzivno gojili bombaž, zdaj pa ga je v veliki meri zamenjalo granatno jabolko (Punica granatum). Na območju okoli Köyceğiza gojijo še veliko drugega sadja (agrumov) in zelenjave, ki so na trgu na ogled v soboto, na dan, ko vaščani iz okolice prodajo svoje izdelke.

## Turizem
Nad strmimi rečnimi pečinami so utrujene fasade likijskih grobnic, izrezane iz skale okoli 400 pred našim štetjem (36°50′1.09″N 28°38′3.16″E / 36.8336361°N 28.6342111°E). Ruševine starodavnega trgovskega mesta Kaunos so krajši oddaljenosti z ladjo preko reke. 
Južno od Dalyana na sredozemski obali leži plaža İztuzu. V bližini istoimenske vasi je priljubljeno območje za sončenje in kopanje. Do plaže vozijo redni čolni in minibusi (dolmuş). Obiskovalce morajo seznaniti z lesenimi količki na plaži, kjer so označena gnezdišča želv. Še posebej slikovita je cesta, saj ponuja pogled na jezero Sülüngür. Leta 2008 je The Times plažo İztuzu razglasil za zmagovalca v kategoriji Best Open Space (Europe) zaradi okolju prijaznega izkoriščanja plaže. 

## Zaščita
Plaža je znana po glavati kareti (Caretta caretta) (morski želvi), ogroženi vrsti, ki obstaja že približno 45 milijonov let . Mednarodne organizacije za zaščito živali spremljajo in ščitijo gnezdišča želv v Turčiji . Plaža je zaprta med 20.00 in 8.00 uro v obdobju, ko želve odlagajo jajca, izležene želvice pa se odpravijo na morje (od maja do oktobra).